# Van Wert, Ohio
Van Wert là một thành phố thuộc quận Van Wert, tiểu bang Ohio, Hoa Kỳ. Năm 2010, dân số của thành phố này là 10846 người.

## Dân số
- Dân số năm 2000: 10690 người.
- Dân số năm 2010: 10846 người.